# Harras (Eisfeld)
Harras ist ein Ortsteil der Stadt Eisfeld im Landkreis Hildburghausen in Thüringen.

## Lage
Harras liegt südwestlich von Eisfeld an der Bundesstraße 89 mit Verbindung zur Bundesautobahn 73 in einer Vorgebirgslage der Werraniederung. Die Werrabahn ist eine weitere Verbindung zum Umfeld. Südlich liegt das Naturschutzgebiet Leite bei Harras. Die Landesgrenze zu Bayern ist etwa 2 km entfernt.

## Geschichte
Auf dem Harrashügel befindet sich ein Grabhügelfeld der Hallstattzeit und Latènezeit.
1309 wird ein Ort Harreß und 1319 Harroß urkundlich erwähnt, mit dem wahrscheinlich, aber nicht sicher das hiesige Harras gemeint ist. Im Zehntverzeichnis des Landgerichts Hildburghausen erscheinen dann 1340 die drei Nachbarorte Harras, Bockstadt und Heid gemeinsam. Ein Rittergut ist jedoch noch nicht erwähnt. Erst im Jahr 1380 wird Hans von Heßberg in Harras urkundlich belegt. Infolge der familiären Verbindung der Heßberger mit den von Heldritt findet sich 1399 auch ein Otto von Heldritt in Harras. Das Wappen derer von Heldritt ziert noch heute ein Gebäude, das gegen Ende des 15. Jahrhunderts am Rittergut im Bereich der Kirche entstand.
Die Kirche wurde 1621 erbaut. 1750 erfolgte eine Turmerneuerung.

### Burganlage
Bei einer archäologischen Ausgrabung mit dem Ziel, die hallstattzeitliche Besiedlung aufzuklären, wurde in den Jahren 2013 und 2014 etwa 200 Meter westlich des heutigen Dorfareals eine einstige Schwemmlehminsel in der Werraniederung untersucht. Dabei wurde ein zuvor nicht bekannter Gutshof mit Festem Haus ergraben, bei dem es sich vermutlich um einen mehrgeschossigen Fachwerkbau auf Steinschwellen (wahrscheinlich in Holz-Lehm-Ständerbauweise) aus der Zeit ab 1250 handelte. Das Gebäude verfügte im Erdgeschoss über eine Halle und eine (mittels Kachelofen beheizte) Bohlenstube aus der ersten Hälfte des 14. Jahrhunderts, ferner einen nach Osten anschließenden Wirtschaftshof mit Speicher und Ställen in Pfostenbauweise. Das Wohngebäude war mit einem Sohlgraben befestigt, der durch den Fluss gespeist wurde, während auf der Insel, direkt neben dem Haus, ein Meliorationsgraben verlief. Es handelt sich vermutlich um eine Burg von Lokatoren des niederen Adels aus der Rodungszeit, als die Region durch Dorfgründungen erschlossen wurde, möglicherweise bereits der Herren von Heßberg. Die gefundene Keramik stammt aus der Zeit um 1300. Anfang des 14. Jahrhunderts wurde der Wirtschaftshof aufgegeben und Mitte des 14. Jahrhunderts auch das Feste Haus planmäßig abgetragen. Der Rittersitz wurde in das Dorf verlagert, vermutlich aufgrund veränderter Wasserverhältnisse in der Niederung.

## Persönlichkeiten
- Karl Brotzmann (1927–2020), Forscher, Ingenieur und Professor